# Гулоза
Гулозата е алдохексоза - изградена от шест въглеродни атома и има алдехидна група. Гулозата е монозахарид рядко срещан в природата, но все пак е открит в представители на архебактериите, бактериите и еукариотите. При стайна температура представлява сироп със сладък вкус. Добре разтворима е във вода и слабо в метанол. И двете форми D- и L-гулоза не се подлагат на ферментация от дрожди.
Гулозата е C-3 епимер на галактозата.
Подобно на другите хексози гулозата във воден разтвор образува пръстени форми като най-преобладаваща е β-D-Гулопиранозата
| D-Гулоза              | D-Гулоза              | D-Гулоза              |
| Линейна форма         | Пръстени форми        | Пръстени форми        |
| --------------------- | --------------------- | --------------------- |
|                       | α-D-Гулофураноза <1 % | β-D-Гулофураноза <1 % |
| α-D-Гулопираноза 22 % | β-D-Гулопираноза 78 % |                       |